# Пасо-Роблс (Каліфорнія)
Пасо-Роблс (англ. Paso Robles) — місто (англ. city) в США, в окрузі Сан-Луїс-Обіспо штату Каліфорнія. Населення — 31 490 осіб (2020).

## Географія
Пасо-Роблс розташоване за координатами 35°38′27″ пн. ш. 120°39′15″ зх. д. / 35.64083° пн. ш. 120.65417° зх. д. (35.640740, -120.654268).  За даними Бюро перепису населення США в 2010 році місто мало площу 50,31 км², з яких 49,52 км² — суходіл та 0,79 км² — водойми.

### Клімат
| Клімат : Пасо-Роблс               | Клімат : Пасо-Роблс | Клімат : Пасо-Роблс | Клімат : Пасо-Роблс | Клімат : Пасо-Роблс | Клімат : Пасо-Роблс | Клімат : Пасо-Роблс | Клімат : Пасо-Роблс | Клімат : Пасо-Роблс | Клімат : Пасо-Роблс | Клімат : Пасо-Роблс | Клімат : Пасо-Роблс | Клімат : Пасо-Роблс | Клімат : Пасо-Роблс |
| Показник                          | Січ.                | Лют.                | Бер.                | Квіт.               | Трав.               | Черв.               | Лип.                | Серп.               | Вер.                | Жовт.               | Лист.               | Груд.               | Рік                 |
| Абсолютний максимум, °C           | 27,8                | 29,4                | 32,8                | 37,8                | 43,3                | 46,1                | 46,1                | 47,2                | 44,4                | 42,2                | 35,0                | 30,6                | 47,2                |
| Середній максимум, °C             | 16,2                | 17,7                | 19,9                | 22,8                | 26,8                | 30,1                | 32,9                | 33,2                | 31,3                | 26,6                | 20,0                | 15,9                | 24,5                |
| Середній мінімум, °C              | 0,8                 | 2,7                 | 4,2                 | 4,9                 | 7,6                 | 9,6                 | 11,4                | 11,0                | 9,2                 | 6,0                 | 2,5                 | 0,2                 | 5,8                 |
| Абсолютний мінімум, °C            | −17,8               | −10,6               | −6,7                | −4,4                | −1,1                | −0,6                | 1,1                 | 0,0                 | −2,2                | −7,2                | −10                 | −13,9               | −17,8               |
| Норма опадів, мм                  | 84                  | 82                  | 71                  | 23                  | 8                   | 1                   | 0                   | 1                   | 5                   | 18                  | 32                  | 61                  | 386                 |
| Днів з опадами                    | 8,4                 | 9,3                 | 7,5                 | 4,1                 | 1,4                 | 0,6                 | 0,3                 | 0,2                 | 1,1                 | 2,8                 | 4,9                 | 7,8                 | 48,4                |
| --------------------------------- | ------------------- | ------------------- | ------------------- | ------------------- | ------------------- | ------------------- | ------------------- | ------------------- | ------------------- | ------------------- | ------------------- | ------------------- | ------------------- |
| Джерело: NOAA (1981–2010 normals) |                     |                     |                     |                     |                     |                     |                     |                     |                     |                     |                     |                     |                     |

## Демографія
Згідно з переписом 2010 року, у місті мешкали 29 793 особи в 10 833 домогосподарствах у складі 7669 родин. Густота населення становила 592 особи/км².  Було 11426 помешкань (227/км²).
Расовий склад населення:
| - 77,7 % — білих - 2,1 % — чорних або афроамериканців - 2,0 % — азіатів - 1,0 % — корінних американців - 0,2 % — вихідців з тихоокеанських островів - 13,1 % — осіб інших рас |

До двох чи більше рас належало 3,9 %. Частка іспаномовних становила 34,5 % від усіх жителів.
За віковим діапазоном населення розподілялося таким чином: 26,3 % — особи молодші 18 років, 60,3 % — особи у віці 18—64 років, 13,4 % — особи у віці 65 років та старші. Медіана віку мешканця становила 35,3 року. На 100 осіб жіночої статі у місті припадало 94,9 чоловіків;  на 100 жінок у віці від 18 років та старших — 92,4 чоловіків також старших 18 років.
Середній дохід на одне домашнє господарство  становив 75 236 доларів США (медіана — 60 449), а середній дохід на одну сім'ю — 80 984 долари (медіана — 66 648). Медіана доходів становила 50 582 долари для чоловіків та 33 591 долар для жінок. За межею бідності перебувало 13,8 % осіб, у тому числі 25,8 % дітей у віці до 18 років та 8,6 % осіб у віці 65 років та старших.
Цивільне працевлаштоване населення становило 14 914 особи. Основні галузі зайнятості: освіта, охорона здоров'я та соціальна допомога — 18,2 %, мистецтво, розваги та відпочинок — 12,6 %, роздрібна торгівля — 12,5 %.